# Smíškovský graduál
Smíškovský graduál patří k nejznámějším kutnohorským graduálům.
Hlavním autorem rukopisu je pražský iluminátor Matouš, který na něm pracoval v rozmezí let 1490–1495 (rok jeho smrti). Zadavatelem objednávky tohoto skvostného díla byl tehdejší "první muž" Hory Kutné - pan Michal Smíšek z Vršovišť (v chrámu sv. Barbory v Kutné Hoře je dodnes zachovaná Smíškovská kaple). Rukopis je uložen ve Vídni.
Obsahem graduálu jsou jednohlasé latinské chorály psané rhombickou chorální notací na 4 linkách a nádherné iluminace zobrazující tehdejší středověkou současnost nejen v Kutné Hoře.